# مقاطعة هال (تكساس)
مقاطعة هال (بالإنجليزية: Hall  County)‏ هي إحدى المقاطعات في ولاية تكساس، الولايات المتحدة الأمريكية.